# Giovanni Ernesto I di Sassonia-Weimar
Giovanni Ernesto I di Sassonia-Weimar (Altenburg, 21 febbraio 1594 – Martin, 6 dicembre 1626) fu Duca di Sassonia-Weimar.

## Biografia
Figlio maggiore del duca Giovanni di Sassonia-Weimar (1570 – 1605) e di Dorotea Maria di Anhalt (1574 – 1617), durante i suoi primi anni Giovanni Ernesto ebbe per tutore Federico di Kospoth. Suo padre morì lasciando il ducato nelle mani di un reggente. Nel 1608 egli iniziò i propri studi presso l'Università di Jena, accompagnato dai fratelli minori Guglielmo e Federico. In questo periodo il suo tutore divenne il Feldmaresciallo Kaspar Teutleben e il precettore Frederick Hortleder. Negli anni 1613 e 1614 Giovanni e i suoi fratelli iniziarono un tour europeo che toccò la Francia, la Gran Bretagna ed i Paesi Bassi.
Nel 1615 Giovanni Ernesto, raggiunta la maggiore età, assunse la tutela dei fratelli minori.
Il 24 agosto 1617 nel Castello di Hornstein (oggi il Castello di Wilhelmsburg), durante i funerali della madre, Giovanni Ernesto creò la Società dei Coglifrutti (Fruchtbringende Gesellschaft), una società letteraria tedesca: il giovane duca vi partecipò come primo membro.
Durante il suo governo Giovanni Ernesto promosse le riforme di Wolfgang Ratke a Köthen. Inoltre sostenne il movimento di Johannes Kromayer e di Johann Weidner, a partire dal 1618, a Jena ed a Weimar con l'annullamento del debito pubblico.
Nel 1620 Giovanni Ernesto servì sotto l'Elettore Palatino Federico V, il famoso Re d'Inverno. Dopo la sconfitta di quest'ultimo nella Battaglia della Montagna Bianca, l'8 novembre 1620, il duca si rifiutò di sottomettersi incondizionatamente all'imperatore. Come punizione perse tutti i propri domini che vennero assegnati al fratello.
Ora completamente contrario agli Asburgo, egli combatté nei Paesi Bassi. Successivamente divenne luogotenente generale dei Paesi Bassi e comandante della cavalleria nella Guerra dei Trent'anni in Vestfalia ed in Bassa Sassonia e partecipò alla presa di Schlesiens. Si trovò inoltre a dover combattere a servizio del conte Ernst von Mansfeld in Ungheria, ove trovò la morte.

## Ascendenza
|                                        |                              |                                   | Genitori                           |  |  | Nonni |  |  | Bisnonni                        |  |  | Trisnonni            |  |
|                                        |                              |                                   |                                    |  |  |       |  |  | Giovanni Federico I di Sassonia |  |  | Giovanni di Sassonia |  |
|                                        |                              |                                   |                                    |  |  |       |  |  | Giovanni Federico I di Sassonia |  |  | Giovanni di Sassonia |  |
|                                        |                              | Sofia di Mecleburgo-Schwerin      |                                    |  |  |       |  |  | Giovanni Federico I di Sassonia |  |  |                      |  |
| Giovanni Guglielmo di Sassonia-Weimar  |                              |                                   |                                    |  |  |       |  |  | Giovanni Federico I di Sassonia |  |  |                      |  |
|                                        |                              | Sibilla di Jülich-Kleve-Berg      | Giovanni III di Kleve              |  |  |       |  |  |                                 |  |  |                      |  |
|                                        |                              | Sibilla di Jülich-Kleve-Berg      | Giovanni III di Kleve              |  |  |       |  |  |                                 |  |  |                      |  |
|                                        |                              | Sibilla di Jülich-Kleve-Berg      | Maria di Jülich-Berg               |  |  |       |  |  |                                 |  |  |                      |  |
| Giovanni di Sassonia-Weimar            |                              | Sibilla di Jülich-Kleve-Berg      |                                    |  |  |       |  |  |                                 |  |  |                      |  |
|                                        |                              | Federico III del Palatinato       | Giovanni II del Palatinato-Simmern |  |  |       |  |  |                                 |  |  |                      |  |
|                                        |                              | Federico III del Palatinato       | Giovanni II del Palatinato-Simmern |  |  |       |  |  |                                 |  |  |                      |  |
|                                        |                              | Federico III del Palatinato       | Beatrice di Baden                  |  |  |       |  |  |                                 |  |  |                      |  |
| Dorotea Susanna di Wittelsbach-Simmern |                              | Federico III del Palatinato       |                                    |  |  |       |  |  |                                 |  |  |                      |  |
|                                        |                              | Maria di Brandeburgo-Bayreuth     | Casimiro di Brandeburgo-Bayreuth   |  |  |       |  |  |                                 |  |  |                      |  |
|                                        |                              | Maria di Brandeburgo-Bayreuth     | Casimiro di Brandeburgo-Bayreuth   |  |  |       |  |  |                                 |  |  |                      |  |
|                                        |                              | Maria di Brandeburgo-Bayreuth     | Susanna di Baviera                 |  |  |       |  |  |                                 |  |  |                      |  |
| Giovanni Ernesto I di Sassonia-Weimar  |                              | Maria di Brandeburgo-Bayreuth     |                                    |  |  |       |  |  |                                 |  |  |                      |  |
|                                        | Giovanni IV di Anhalt-Zerbst | Ernesto di Anhalt-Zerbst          |                                    |  |  |       |  |  |                                 |  |  |                      |  |
|                                        | Giovanni IV di Anhalt-Zerbst | Ernesto di Anhalt-Zerbst          |                                    |  |  |       |  |  |                                 |  |  |                      |  |
|                                        | Giovanni IV di Anhalt-Zerbst | Margherita di Münsterberg         |                                    |  |  |       |  |  |                                 |  |  |                      |  |
| Gioacchino Ernesto di Anhalt           | Giovanni IV di Anhalt-Zerbst |                                   |                                    |  |  |       |  |  |                                 |  |  |                      |  |
|                                        |                              | Margherita di Brandeburgo         | Gioacchino I di Brandeburgo        |  |  |       |  |  |                                 |  |  |                      |  |
|                                        |                              | Margherita di Brandeburgo         | Gioacchino I di Brandeburgo        |  |  |       |  |  |                                 |  |  |                      |  |
|                                        |                              | Margherita di Brandeburgo         | Elisabetta di Danimarca            |  |  |       |  |  |                                 |  |  |                      |  |
| Dorotea Maria di Anhalt                |                              | Margherita di Brandeburgo         |                                    |  |  |       |  |  |                                 |  |  |                      |  |
|                                        |                              | Cristoforo di Württemberg         | Ulrico di Württemberg              |  |  |       |  |  |                                 |  |  |                      |  |
|                                        |                              | Cristoforo di Württemberg         | Ulrico di Württemberg              |  |  |       |  |  |                                 |  |  |                      |  |
|                                        |                              | Cristoforo di Württemberg         | Sabina di Baviera                  |  |  |       |  |  |                                 |  |  |                      |  |
| Eleonora di Württemberg                |                              | Cristoforo di Württemberg         |                                    |  |  |       |  |  |                                 |  |  |                      |  |
|                                        |                              | Anna Maria di Brandeburgo-Ansbach | Giorgio di Brandeburgo-Ansbach     |  |  |       |  |  |                                 |  |  |                      |  |
|                                        |                              | Anna Maria di Brandeburgo-Ansbach | Giorgio di Brandeburgo-Ansbach     |  |  |       |  |  |                                 |  |  |                      |  |
|                                        |                              | Anna Maria di Brandeburgo-Ansbach | Edvige di Münsterberg-Oels         |  |  |       |  |  |                                 |  |  |                      |  |
|                                        |                              | Anna Maria di Brandeburgo-Ansbach |                                    |  |  |       |  |  |                                 |  |  |                      |  |